# Louis P. Harvey

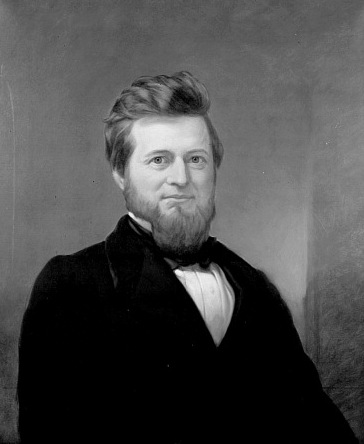
Louis P. Harvey

Louis Powell Harvey (* 22. Juli 1820 in East Haddam, Connecticut; † 19. April 1862 im Tennessee River) war ein US-amerikanischer Politiker und 1862 der siebte Gouverneur des Bundesstaates Wisconsin.

## Frühe Jahre und politischer Aufstieg
Louis Harvey zog schon in jungen Jahren nach Ohio. Dort besuchte er das Western Reserve College. Danach arbeitete er zeitweise selbst als Lehrer. Im Jahr 1841 kam er in das Wisconsin-Territorium, wo er sich im heutigen Kenosha niederließ. Dort gründete er eine Schule.
Damals wurde Harvey Mitglied der Whigs. Zwischen 1843 und 1846 war er Herausgeber einer dieser Partei nahestehenden Zeitung. Im Jahr 1846 zog er nach Clinton. 1847 war er Delegierter auf der zweiten verfassungsgebenden Versammlung von Wisconsin. Ab 1850 war er in Shopiere ansässig. In den frühen 1850er Jahren gehörte er zu den Mitbegründern der Republikanischen Partei in Wisconsin. Zwischen 1854 und 1857 saß er im Staatssenat und von 1860 bis 1862 war er Secretary of State von Wisconsin. Im Jahr 1861 wurde er als Kandidat seiner Partei gegen den Demokraten Benjamin Ferguson zum neuen Gouverneur gewählt.

## Kurze Gouverneurszeit und tragisches Lebensende
Harvey trat sein neues Amt am 6. Januar 1862 an. Das war mitten im Bürgerkrieg und der Gouverneur sorgte sich um die vielen Soldaten aus Wisconsin, die in den Reihen der Unionsarmee kämpften. Bei der Schlacht von Shiloh wurden vieler seiner Landsleute verwundet. Der Gouverneur setzte sich selbst an die Spitze einer Hilfsexpedition mit dem Ziel, den Verwundeten Medikamente aus der Heimat zu bringen. Die Verwundeten befanden sich auf Lazarettschiffen auf dem Mississippi River und dem Tennessee River. Dabei kam es am 19. April 1862 zu einem Unfall, als der Gouverneur in den Tennessee River stürzte und ertrank. Seine Leiche wurde erst zwei Wochen später etwa 65 Meilen stromabwärts gefunden. Louis Harvey war mit Cordelia Adelaid Perrine verheiratet und hatte ein Kind.